# Lipinki (gromada w powiecie świeckim)
Lipinki – dawna gromada, czyli najmniejsza jednostka podziału terytorialnego Polskiej Rzeczypospolitej Ludowej w latach 1954–1972.
Gromady, z gromadzkimi radami narodowymi (GRN) jako organami władzy najniższego stopnia na wsi, funkcjonowały od reformy reorganizującej administrację wiejską przeprowadzonej jesienią 1954 do momentu ich zniesienia z dniem 1 stycznia 1973, tym samym wypierając organizację gminną w latach 1954–1972.
Gromadę Lipinki z siedzibą GRN w Lipinkach utworzono – jako jedną z 8759 gromad na obszarze Polski – w powiecie świeckim w woj. bydgoskim, na mocy uchwały nr 24/12 WRN w Bydgoszczy z dnia 5 października 1954. W skład jednostki weszły obszary dotychczasowych gromad Lipinki i Przewodnik (bez miejscowości Jaszczerek, Jaszczerz i Okarpiec) oraz przysiółki Grabowa Góra i Blizawy z dotychczasowej gromady Udzierz ze zniesionej gminy Lipinki, przysiółki Rybno, Bursztynowo i Borsukowo z dotychczasowej gromady Jeżewo ze zniesionej gminy Jeżewo oraz przysiółki Borowy Młyn i leśniczówka Kuźnica z dotychczasowej gromady Warlubie ze zniesionej gminy Warlubie w tymże powiecie. Dla gromady ustalono 23 członków gromadzkiej rady narodowej.
Gromada przetrwała do końca 1972 roku, czyli do kolejnej reformy gminnej.